# Villaprovedo
Villaprovedo es un municipio y localidad de la provincia de Palencia, comunidad autónoma de Castilla y León, España.

## Geografía
El actual casco urbano de Villaprovedo se corresponde en líneas generales con el que ya había en el siglo XVI.
Según una antigua tradición, Villaprovedo estaba partido en dos. Más exactamente, se cuenta que el casco urbano era mucho más grande, y que la iglesia de San Sebastián estaba en el medio; sin embargo poco a poco una parte del pueblo desapareció. Actualmente no hay ningún motivo para creer esta teoría ya que no queda resto de edificación alguna más allá de donde se sitúa la iglesia.

## Historia
Los primeros documentos escritos en los que aparece citado Villaprovedo datan de 1190, en la cesión que hizo de dicho municipio Alfonso VIII de Castilla a la reina Urraca López de Haro, viuda del rey Fernando II de León, junto a las villas de Vileña, La Vid y Pedralada. El pueblo como tal probablemente ya existía hacia el 996. Por el Becerro de Behetrías (año 1361) se sabe que el pueblo pertenecía al monasterio de Santa María la Real de Vileña, fundado por la reina Urraca.
Es muy probable que existiera algunos siglos antes como pueblo o asentamiento de los primeros pobladores, que luego dieron nombre al pueblo. Sin embargo, no se sabe quién fue el primero que dio nombre a aquel primer asentamiento y por qué le puso el nombre de Villaprovedo.
Poco más podemos decir de la etimología de dicho topónimo: Villa de Provedo, Villa en las proximidades del Boedo o frente al Boedo (río que cruza el territorio del municipio).
El emplazamiento del pueblo ha sido siempre el mismo: Situado en una zona alta, bien ventilado y sobre construcciones de bodegas, muy necesarias hasta bien entrada la segunda mitad del siglo XX para la conservación del vino.
Parece que nunca ha superado los 545 habitantes (273 varones y 272 mujeres en el año 1904). A partir de inicios de ese siglo, la emigración hacia las ciudades y al extranjero fue nota destacada en todos los pueblos del entorno. En la actualidad (2009) cuenta con una población de unos 77 habitantes, la mayoría jubilados. Tan sólo queda un pequeño grupo de jóvenes, dedicados en su mayoría a las tareas del campo, en el que se cultivan cereales casi exclusivamente.

## Geografía humana

### Demografía
Cuenta con una población de 46 habitantes (INE 2024).
| Gráfica de evolución demográfica de Villaprovedo entre 1842 y 2021                                                    |
| |
| Población de derecho según los censos de población del INE. Población de hecho según los censos de población del INE. |

## Monumentos y lugares de interés

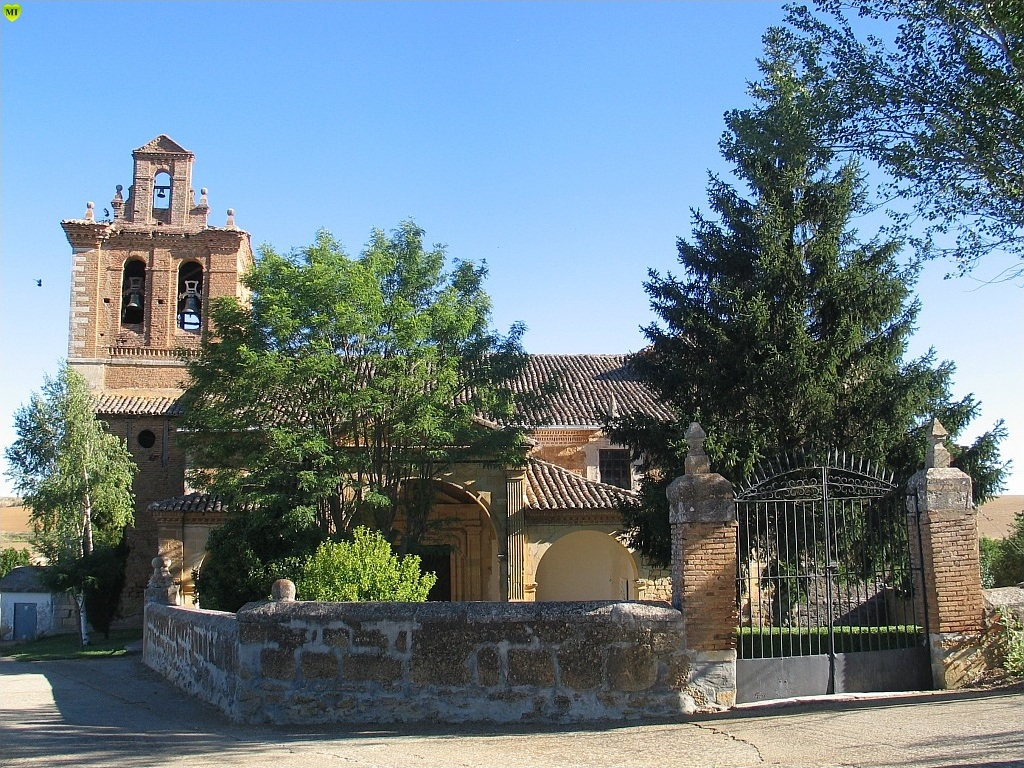
Iglesia parroquial

- Iglesia parroquialIglesia de San Sebastián: Templo gótico, edificado en piedra y ladrillo y con portada barroca. Excelente sepulcro yacente, gótico del siglo XV.

## Cultura

### Fiestas
- San Sebastián: Santo patrón del pueblo y titular de la iglesia parroquial. Se celebra el 20 de enero con misa y merienda al final de la tarde.

- La Minerva (viernes antes del Corpus Christi): Fiestas del pueblo. Hay misa, procesión y actuación musical por la noche, los tres días de fiesta.

- Fiesta del Turista: Primer viernes de agosto.

- Fiesta del Árbol: El 24 de marzo de 1927 se acordó celebrar la Fiesta del Árbol. Por tradición oral se sabe que en una de esas festividades se plantaron los árboles más viejos del jardín actual de la iglesia, y que los plantaron los escolares.

## Personas destacadas
- María Asunción Franco Hornillos (1864-1944). Superiora General de la Congregación de las Siervas de Jesús, de 1933 a 1939.[2]